# 浅川権八
浅川 権八（あさかわ ごんぱち、淺川權八、1877年4月6日-1962年12月15日）は日本の機械技術者、研究者、工学博士。東京工業大学名誉教授、ビクトリア大学（英国）ヴァルカン賞金受領。
内燃機関の研究者で、日本における木炭自動車導入の嚆矢の一つとなった浅川式木炭ガス発生機の発明者。絶版も経ながらも復刊、改題縮刷を経て100年に渡るロングセラーとなった『機械の素』の原著者。

## 経歴
- 1877年4月6日[1] - 東京府板橋町仲宿で生誕[2]。
- 1894年3月 - 郁文館中学校（旧制）卒業[2]。
- 1897年7月 - 東京工業学校（後の東京高等工業学校、現在の東京工業大学）機械科卒業[3]。

学校卒業後、（株）芝浦製作所、東京海軍造兵廠に勤務。
- 1902年5月 - 東京高等工業学校 助教授[3]。
- 1912年3月 - 文部省留学生[4]としてイギリス留学。
- 1912年～1915年 - マンチェスター市ビクトリア大学（現マンチェスター大学）Honorary Research Fellow。

ヴァルカン賞金受領。
- 1915年12月 - フランス、アメリカを経て帰国。
- 1916年 - 高等官四等に陞叙される[5]。
- 1927年 - 浅川式木炭瓦斯（ガス）発生機を開発[6][7]。
- 1929年4月 - 東京工業大学 教授。
- 1942年3月 - 東京工業大学 退官。
- 1942年5月 - 東京工業大学 名誉教授。
- 1962年12月15日 - 死去[8]。

## 人物

### 業績
内燃機関の研究
石油エンジン、ガスエンジン、ディーゼルエンジン等の研究に従事し、これらに関する専門書も出版した。
ビクトリア大学で行ったガスエンジンの研究についてイギリスの学会で発表し、同大学のヴァルカン賞金を受領する。
門下生にて墓前に「我が国内燃機関の父、浅川権八先生ここに眠る」との碑文を刻んだ記念碑が供えられた。
浅川式木炭瓦斯（ガス）発生機の発明
木炭自動車に使用される湿式（対流式）のガス発生器を発明。1928年に新案特許を出願しており、日本国内における木炭自動車実用化の取り組みの中でも早い事例である。浅川式ガス発生機は1931年に実用新案を受け、翌1932年から三井物産が販売を担い、福岡県の渡邊鉄工所（現・渡辺鉄工株式会社。戦時中の航空機メーカー・九州飛行機の前身でもある）で生産化された。太平洋戦争直後まで木炭自動車搭載用として広範に使用された。
浅川平行運動機構
3種類の厳正直線運動機構を考案した。
ロングセラー『機械の素』
明治45年（1912年）2月15日に初版が発行され、その改題・縮刷版である「メカニズムの事典」は平成25年（2013年）12月で第34刷を数えた。途中に絶版の時期を経たものの、数度の出版社の変更、改訂・新編・改題縮刷を経て、明治・大正・昭和・平成の実に100年間に渡って読み継がれている。

### 逸話
- 多くの発明、特許で産をなしていた[13]。また、教え子には「儲かる発明をしようと思ったら、素人発明家みたいに全くの独創的なものを考えるのは損だよ。目的を頭の中に置いて、特許公告でそれに使えるものを捜し、それらを有効に組み合わせることだ」と語っている[13]。
- 晩年は完全に失明していた[4]。
- 絶版になってしまった機械の素の復刊を強く切望していた。生存中に念願はかなわなかったが、伊藤茂ら教え子によって「機械の素復刊委員会」が組織され、書き直しや増補が図られ、理工学社から新編として復刊することになった[4][14]。

## 家族
- 父・浅川権次[15]
- 妻・文子は野口二郎 (甲府市長)の姉。東洋英和女学校高等科出身。[15]

## 著書・文献

### 単著
- 『陸用及船用石油エンヂン』丸善、1909年。
- 『瓦斯ゑんぢん』丸善、1909年。
- 『機械の素: 一名・機械運動』工業雜誌社、1912年。
- 『石油エンジン』丸善、1918年。
- 『改訂 瓦斯エンジン』丸善、1921年。
- 『ディーゼルエンジン』丸善、1922年。
- 『機械の素 改訂』丸善、1924年。
- 『実験工学』丸善、1927年。
- 『内燃機関』丸善、1930年。

### 共著
- 浅川権八、三木吉平 著『内燃機関・自動車』アルス、1939年。

### 復刊
- 浅川権八 著 著、機械の素復刊委員会 編 編『新編機械の素』理工学社、1966年。
- 浅川権八 著 著、伊藤茂 編 編『メカニズムの事典（機械の素・改題縮刷版）』理工学社、1983年5月。ISBN 978-4844520061。
- 浅川権八 著 著、伊藤茂 編 編『メカニズムの事典（機械の素・改題縮刷版）』オーム社、2013年12月。ISBN 978-4274069642。

### 追悼集
- 浅川権八先生謝恩会 編 編『浅川先生のおもかげ』。